# Divinópolis de Goiás
Divinópolis de Goiás is een gemeente in de Braziliaanse deelstaat Goiás. De gemeente telt 5.570 inwoners (schatting 2009).